# María de Ximildegui
María de Ximildegui (1588 - ?) est une pratiquante de sorcellerie au XVIe siècle dans le Pays basque français et espagnol. Elle se repent pour cette pratique et participe au procès inquisitoire de Zugarramurdi accusant d’autres femmes et hommes de la région d’être des sorciers.

## Biographie
Née de parents français à Zugarramurdi, María de Ximildegui part vivre à l’âge de 16 ans à Ciboure, en France, en 1604 avec son père. Elle travaille en tant que servante et fait la connaissance de la jeune Catalina qui l’initie à la sorcellerie et avec qui elle entretient une relation intime. Pour recourir aux différents Sabbat, elle renie son christianisme, et en particulier sa croyance en Dieu et en la Vierge Marie. Pendant un an et demi, elle développe son savoir en matière de sorcellerie et revient finalement à Zugarramurdi au moment de ses vingt ans en décembre 1608.
Ximildegui raconte que son séjour passé en France l’a convertie en maîtresse sorcière pratiquant le vol sur balai et la danse en hommage au diable. Elle décrit également les rencontres entre sorciers où les participants s’enduisent de potions et de substances psychotropes dans les cavernes de Navarre. Mais elle finit par se repentir et dénonce d’autres sorciers auprès de l’Abbé de Urdax ce qui provoque la venue de l’Inquisition de Logrono en 1609 quelques semaines avant Noël. Alonso de Salazar y Frías figure parmi l’un des principaux inquisiteurs du procès.
Parmi les personnes accusées de sorcellerie par Ximildegui, on compte notamment Maria de Jureteguia et son mari Esteve de Navarcorena. Même si ces derniers nient au départ fermement les accusations, Ximildegui raconte leur participation aux Sabbats et autres réunions de sorciers avec tant de détails que les gens du village finissent par la croire. Jureteguia n’a alors d’autres choix que d’admettre les faits et les pratiques auxquelles elle s’adonne.   
Au total, quatre femmes, six hommes et deux enfants sont arrêtés à travers ses dénonciations.